# サブタレニアン・ホームシック・ブルース
「サブタレニアン・ホームシック・ブルース」（Subterranean Homesick Blues）は、ボブ・ディランが作詞・作曲・歌唱し、アルバム『ブリンギング・イット・オール・バック・ホーム』（1965年）に収録、シングルとしてリリースされた楽曲。日本における最初のシングルとして日本コロムビアより発売されている。邦題は「ホームシック・ブルース」。

## 解説
ラップの先駆とされる曲調で速射砲のように言葉を繰り出す歌唱と、シュルレアリストのオートマティスム（自動記述）を思わせる、意味上の脈絡を無視してイメージを連ねた歌詞が、当時の若い世代の無秩序な反体制的心情に合致して、ディランのシングルとしては初のチャート入りを果たした（ビルボード Hot 100 のシングル・チャートで39位、全英シングル・チャートで9位を記録）。
「You don't need a weather man to know which way the wind blows（風向きを知るのに予報官は要らない）」という一節はボブ・ディランの歌詞の中でも特に有名であり、ロックンロールの範囲だけでなく、一般的な語彙の一部にもなった。地下テロ組織ウエザーマン（weatherman）の組織名もここから取られたものである。
『ローリング・ストーン(Rolling Stone)』誌が選んだ「ローリング・ストーンの選ぶオールタイム・グレイテスト・ソング500」（2021年版）では187位にランクイン。ロックの殿堂の「ロックン・ロールの歴史500曲（500 Songs that Shaped Rock and Roll）」の1曲にも選出されている。

## ミュージック・ビデオ
ディランの1965年の英国コンサート・ツアーを記録した映画『ドント・ルック・バック』（1967年）のオープニングに、ディランがこの曲に合わせて断片的に書かれた歌詞を投げ捨てる映像が撮影された。映画が公開されたのは1967年であり、まだラジオのエア・プレイが中心の時代、この映像が直接曲のヒットにつながったわけではない。しかし後のテレビ・映像の時代にあってはディラン紹介の際、この映像は頻繁に使われ、映画とともにディラン本人のプロモーションに大きく貢献した映像であり、現代のミュージック・ビデオの先駆けとも言われる。また多くのアーティストが、この映像を模したりパロディにしたミュージック・ビデオを制作している。
ディランの後ろに映っている一人はアレン・ギンズバーグである。
近年リリースされている『ドント・ルック・バック』のDVDには、異なる場所で撮影されたアウトテイク2種類も見ることができる。

## アウトテイク
アルバム『ブートレッグ・シリーズ第1〜3集』（1991年）に、アコースティック・バージョンが収録されている。

## カバー・バージョン
1974年、ハリー・ニルソンがアルバム『プッシー・キャッツ』の中でカバーし、同年シングルとしてもリリースされた（このアルバムはジョン・レノンがプロデュースを担当している）。
レッド・ホット・チリ・ペッパーズのアルバム『ジ・アップリフト・モフォ・パーティ・プラン』（1987年）にはラップにアレンジしたカバーが収録されている。